# Сум (емоція)

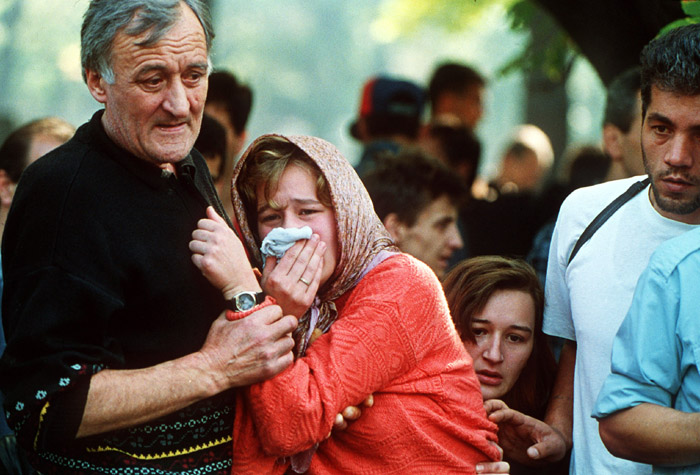
Похорон в Боснії

Сум, сму́ток — одна з двох полярностей емоційного життя, іншою є його протилежність — радість; старші автори з психології розглядають її не як особливу емоцію, а швидше, як групу емоцій, які людина переживає в ситуаціях, що містять розчарування чи втрату. Сум характеризується почуттям невигоди, втрати та безпомічності. Люди в стані суму часто стають тихими, менш енергійними і відчуженими.
Сум є однією з основних негативних емоцій, і є скерованою у минуле чи теперішнє. Емоціональний сум на фоні необізнаності виникає при відсутності задоволення, втраті чогось, бідності, нестачі. Антонім цього слова: радість.